# كولتشوجينو
كولتشوجينو (بالروسية: Кольчугино) هي إحدى مدن روسيا في الكيان الفدرالي الروسي فلاديمير أوبلاست.